# سوسیس کوکتل
سوسیس کوکتل یا چیپولاتا نوعی از سوسیس است که در دو نوع ساده و پنیری (دارای مغز داخلی پنیر) تهیه می‌شود. تفاوت عمده سوسیس کوکتل با انواع معمولی در اندازه آنهاست و بیشترین کاربرد آن‌ها در تزئینات بیکن و بوقلمون و خوک است. هر عدد سوسیس کوکتل حدود ۳۰ گرم وزن دارد.

## ترکیبات
سوسیس کوکتل ساده از ترکیب گوشت، روغن مایع، نشاسته، گلوتن، کازئین، شیرخشک و ادویه جات تهیه می‌شود. و
سوسیس کوکتل پنیری از ترکیب گوشت، روغن مایع، تخم مرغ، شیر خشک، پنیر پیتزا، نمک و ادویه، فسفات سدیم، نیتریت سدیم و اسید اسکوربیک ساخته می‌شود.
ارزش غذایی سوسیس کوکتل در ۱۰۰ گرم محصول چنین است:
- پروتئین ۱۴٫۵ گرم
- چربی ۱۴ گرم
- کربوهیدرات ۴ گرم
- انرژی ۲۰۰ کیلوکالری

## روش طبخ
سوسیس کوکتل را می‌توان در مخلوطی از روغن و سس کچاپ سرخ نمود. همچنین در فر، در ماکروفر و به صورت کبابی نیز می‌توان آن را طبخ کرد. از این سوسیس همچنین در تهیه پیتزا نیز می‌توان استفاده نمود.

## بازار
این نوع سوسیس با پوشش سلولزی به بازار عرضه می‌شود. عرضهٔ آن به صورت فله یا وکیوم صورت می‌پذیرد.